# Abildå
 Denne artikel omhandler en bebyggelse i Vestjylland. Opslagsordet har også en anden betydning, se Abildå (å).
Abildå eller Abildaa ligger i Vestjylland og er en lille bebyggelse i Ørnhøj Sogn, beliggende ca. 5,5 kilometer sydøst for Ørnhøj. Bebyggelsen ligger i Region Midtjylland og hører til Herning Kommune. Åen af samme navn løber tæt forbi Abildå.
Ved Abildå blev der i 1935 fundet brunkul, og i en lang periode blev kullet gravet flere forskellige steder i området. Kullene lå kun lidt under jordoverfladen og var derfor ret let tilgængelig. På grund af vanskelighederne med at skaffe andet brændsel, særligt under anden verdenskrig, blev udvindingen af brunkullet en stor industri, der på et tidspunkt krævede så meget arbejdskraft, at antallet af brunkulsarbejdere oversteg antallet af andre beboere i den lille by. Udgravningen fortsatte lang tid efter krigen, og først omkring 1960 blev udvindingen definitivt indstillet. Udgravningen fik stor indflydelse på stedets natur, der fra at have været udpræget landbrugsland blev til et goldt sandlandskab. Efter indstillingen af brunkulsgravningen er området dog blevet udjævnet og tilplantet, og nu findes der et museum på stedet. 